# Laurentiuschronik

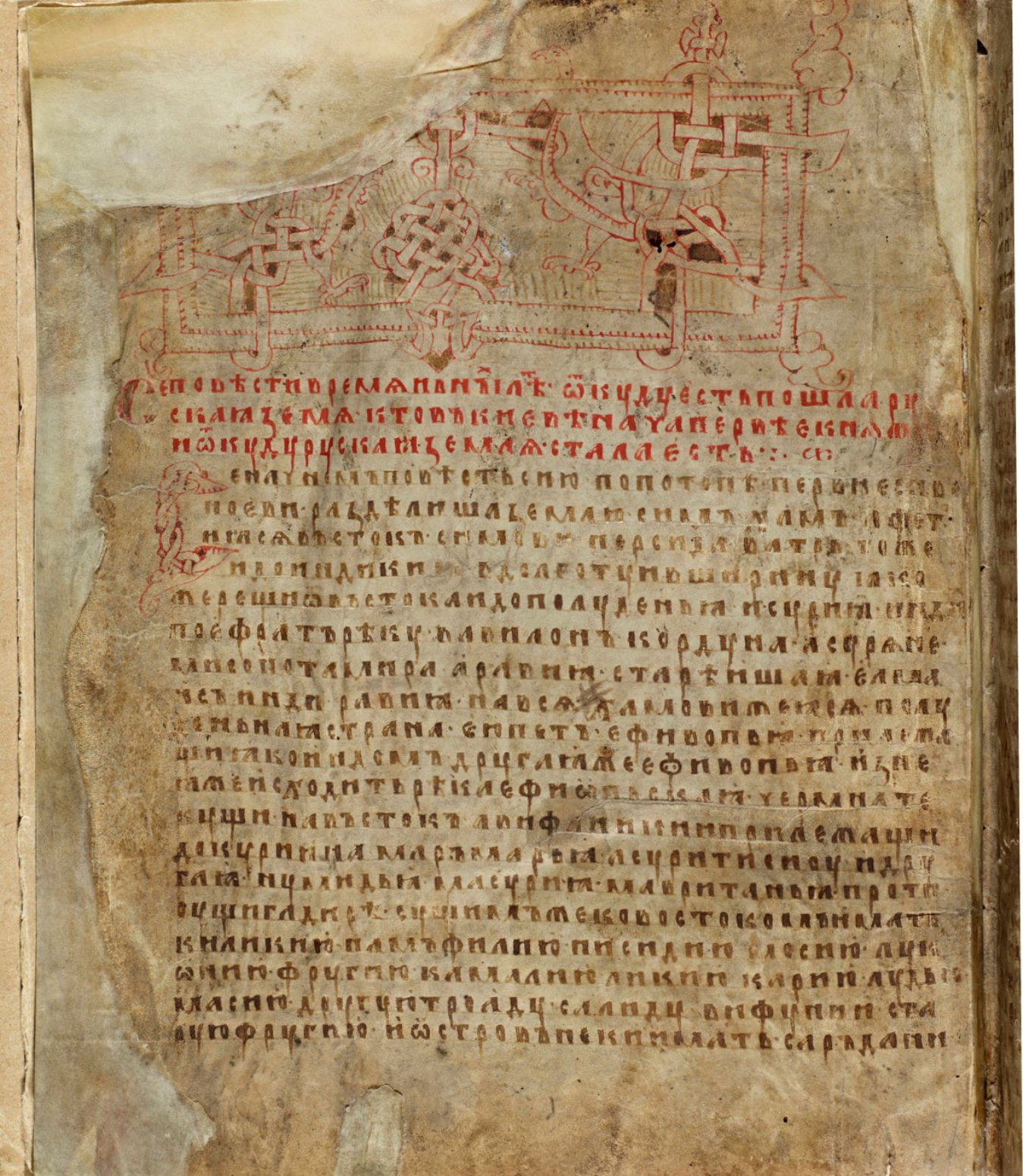
Laurentiuschronik

Die Laurentiuschronik (russisch Лаврентьевская летопись) ist eine Sammlung von Chroniken der Kiewer Rus aus dem 14. Jahrhundert.
Sie wurde 1377 auf der Grundlage einer alten Handschrift des großfürstlichen Kodex von 1305 von einer Gruppe von Kopisten für Dmitri von Susdal erstellt. Der größte Teil des Textes wurde vom Mönch Laurentius kopiert, daher der Name. Sie enthält die Nestorchronik, die für Michail Jaroslawitsch zusammengestellte Chronik, die die Ereignisse bis 1305 beschreibt, und den Text des Testaments von Wladimir Monomach. Die Seiten für die Jahre 898 bis 922, 1203 bis 1205, 1263 bis 1283 und 1288 bis 1294 fehlen.
Im 18. Jahrhundert gelangte die Handschrift in die Sammlung der Sophienkathedrale. Die Chronik wurde 1792 von Alexei Mussin-Puschkin entdeckt, der sie Alexander I. schenkte, der die Chronik der Russischen Nationalbibliothek übergab. 1846 wurde sie im ersten Band der Vollständigen Sammlung russischer Chroniken veröffentlicht. Eine zweite Ausgabe, die von Jauchim Karski herausgegeben wurde, wurde 1926 bis 1928 veröffentlicht und 1962 neu aufgelegt. Eine Faksimile-Ausgabe des Textes wurde 2017 veröffentlicht.